# Mesenikólas
Mesenikólas (Mesenikolas) är en ort i Grekland.   Den ligger i prefekturen Nomós Kardhítsas och regionen Thessalien, i den centrala delen av landet, 230 km nordväst om huvudstaden Aten. Mesenikólas ligger 701 meter över havet och antalet invånare är 451.
Terrängen runt Mesenikólas är huvudsakligen kuperad, men västerut är den bergig. Runt Mesenikólas är det glesbefolkat, med 12 invånare per kvadratkilometer. Närmaste större samhälle är Karditsa, 14,2 km öster om Mesenikólas. I omgivningarna runt Mesenikólas växer i huvudsak blandskog.